# Fuente de Neptuno (Querétaro)

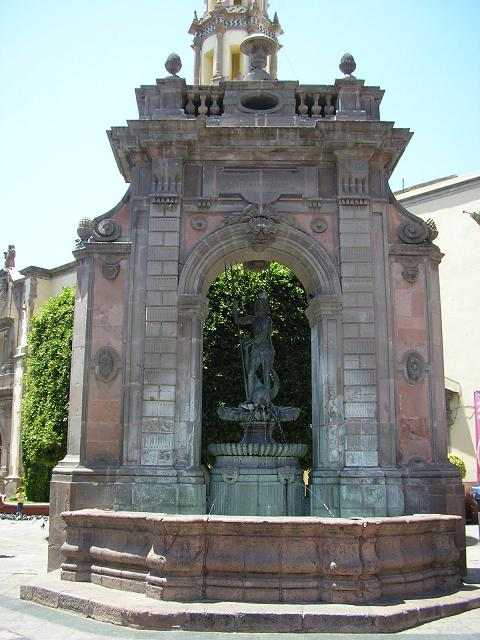
Fuente de Neptuno.

La fuente de Neptuno de la Ciudad de Querétaro es una obra del siglo XVIII realizada por el celayense Francisco Eduardo Tresguerras, la cual tiene bajo un arco la figura de Neptuno, dios romano de las aguas y los mares, con dos peces sobre unas olas.

## Historia
Construida en 1797, originalmente se encontraba en la entonces huerta del convento de San Antonio, luego mercado, ahora jardín de la Corregidora en las hoy calles 16 de Septiembre y Corregidora.
En 1908, la fuente y el mercado fueron removidos para construir el monumento del Centenario de la Independencia, conocido también como el monumento a la Corregidora, inaugurado en 1910. El mercado se pasó a la actual Plaza de la Constitución y la fuente de Neptuno a donde hoy se ubica en la esquina de Madero y Allende, en el jardín del templo de Santa Clara.
En 1987, la escultura original de cantera, labrada por Juan Izguerra, sufrió actos vandálicos. Fue restaurada y desde entonces se exhibe en el edificio de la Delegación Centro de la presidencia municipal. En la fuente, la escultura fue sustituida por una copia en bronce hecha por Abraham González. Ésta también ha sido sufrido daños: fue decapitada y restaurada en una ocasión en la década de 1990.
La escultura de bronce amaneció vandalizada nuevamente el lunes 3 de octubre de 2022; en esta ocasión fue derribada completamente sufriendo daños en la muñeca izquierda, en uno de los peces y en el tridente. 

## Estructura
Tresguerras diseñó en estilo neoclásico la caja de agua y el arco de cantera rosa. Bajo el arco, la escultura de Neptuno sosteniendo en la diestra su tridente y en la siniestra la cola de uno de los dos grandes peces que se deslizan entre sus pies. Están sobre una base que simula olas del mar. En el arco se encuentra la inscripción "Para ornamento y comodidad del pueblo, el H. Ayuntamiento, año de 1797."
Posteriormente, el arco de la fuente fue reproducido en el diseño del monumento que se le hiciera al arquitecto en la cercana ciudad de Celaya.

## Leyenda
Una leyenda urbana dice que originalmente era de bronce y que fue fundida en 1867 junto con todo el metal de la ciudad para hacer cañones durante el Sitio de Querétaro. En realidad, la escultura original fue hecha de cantera y aún existe. La copia de bronce fue puesta en la fuente en 1987.

## Galería

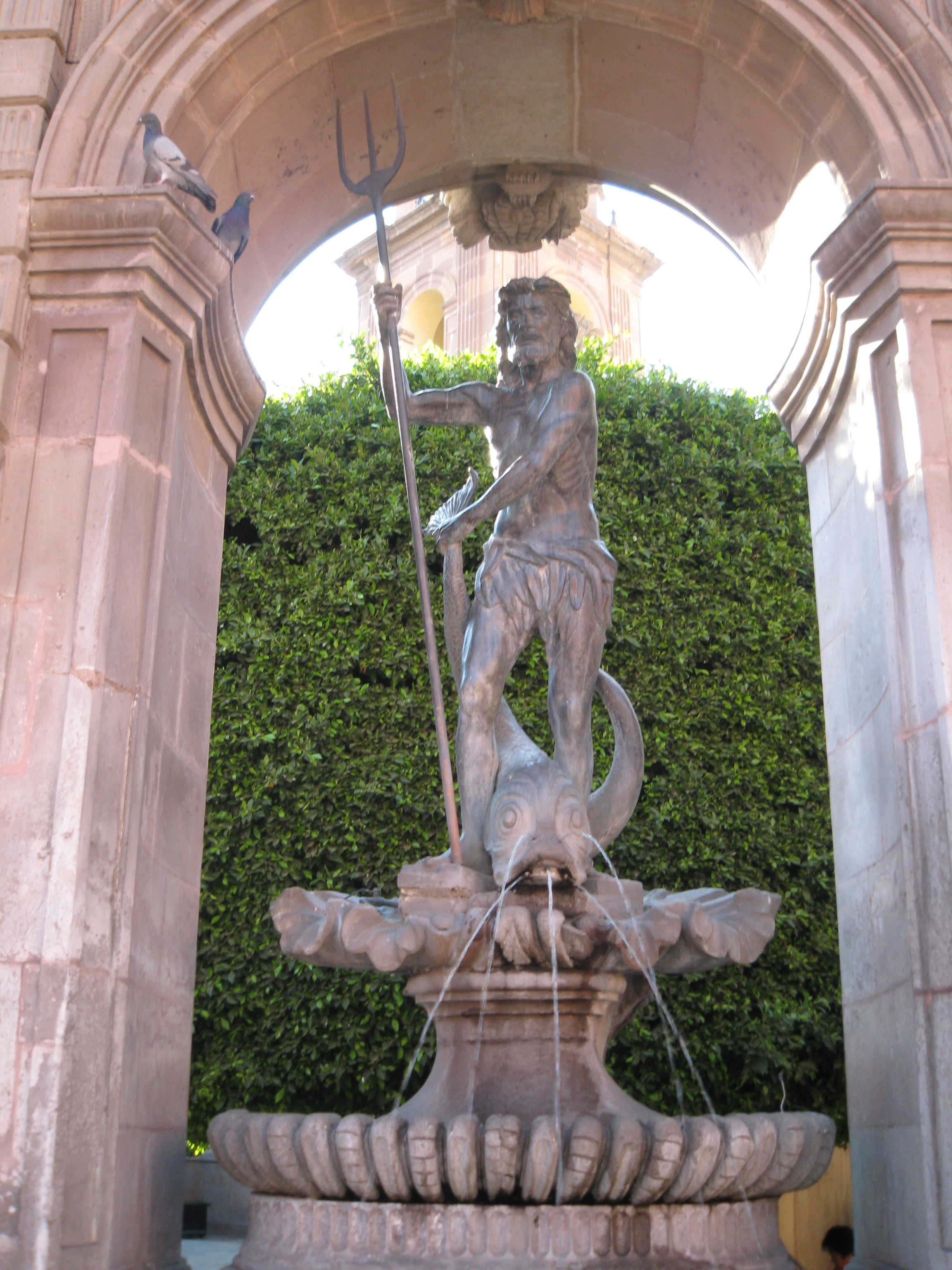
Escultura actual
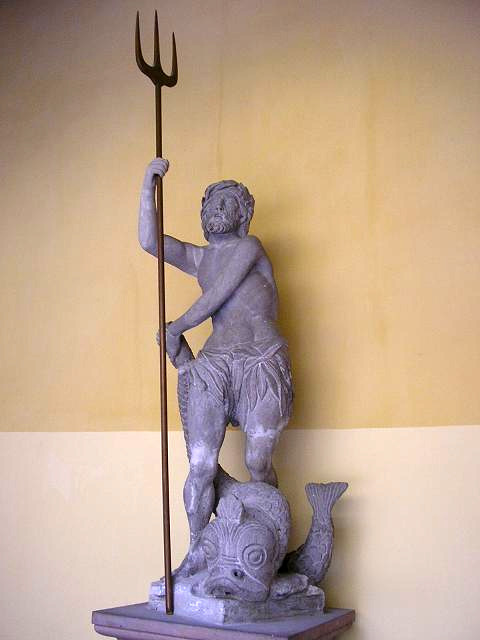
Escultura original
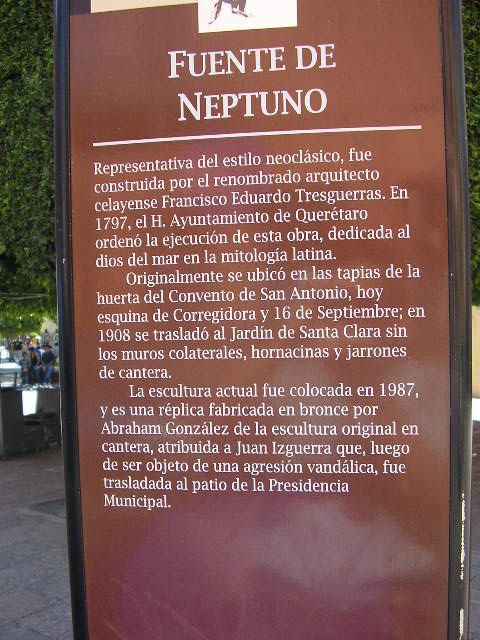
Marcador turístico